# 惠同廊桥
惠同廊桥，位于湖南省长沙市宁乡市沙田乡沙田村。

## 沿革
惠同廊桥始建于清朝中后期，有150多年的历史。

## 建筑
惠同廊桥坐落于涓水河之上，长18.5米，高6米，桥上建有茶亭，两端石拱门有清朝岳灏东题写的对联。
惠同廊桥的材料为青砖、麻石、条石。桥墩采用锥形结构，桥上雕刻有蜈蚣图像，象征着免除水患。刻蜈蚣的含义是古人认为龙和蛇是一体，大水患多为龙施放的，蛇惧怕蜈蚣，所以古人认为龙也会惧怕蜈蚣。
桥西左侧石拱上刻有“永禁推车”，右侧石拱上刻有“驱逐强丐”。桥南、北两侧石拱上方刻有“惠同茶亭”，旁边刻有一对笑佛罗汉。刻字上方都有一幅水墨画。
惠同廊桥桥北隶书对联：“天开小画图，双流涧口潺声，断岸悬虹围柳树，客来好风景，一笠波心亭影，淡烟飞翠点茶瓯”。
惠同廊桥桥南隶书对联：“一般春梦无痕，名利走红尘，劝过客喝些茶去，今日海疆多故，神仙到黄石，看传书谁上圮来”。
- 惠同廊桥
- 惠同廊桥
- 惠同廊桥石碑
- 惠同廊桥石碑